# Мельниченко Іван Олександрович (солдат)
Іван Олександрович Мельниченко  — солдат Збройних Сил України, учасник російсько-української війни, що загинув у ході російського вторгнення в Україну в 2022 році.

## Життєпис
Іван Мельниченко народився в селі Лука (з 2020 року — Станишівської сільської громади) Житомирського району Житомирської області. З початком повномасштабного російського вторгнення в Україну перебував на передовій. Загинув солдат 16 березня 2022 року в зоні бойових дій поблизу села Кам'янка Ізюмського району Харківської області. Поховали Івана Мельниченка 25 березня 2022 року на кладовищі в рідному селі.

## Нагороди
- Орден «За мужність» III ступеня (2022, посмертно) — за особисту мужність і самовіддані дії, виявлені у захисті державного суверенітету та територіальної цілісності України, вірність військовій присязі[3].